# Værløse Sogn
Værløse Sogn 

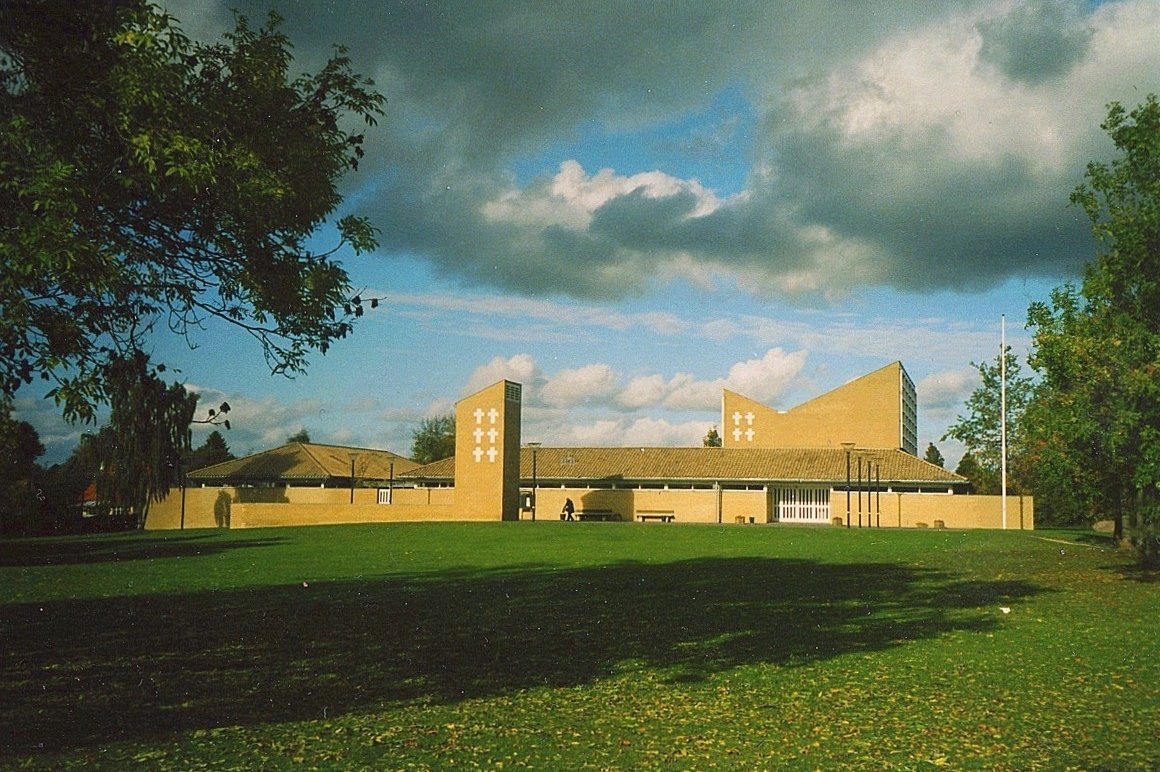
Værløse Kirke

ist eine Kirchspielsgemeinde (dän.: Sogn)
westlich der dänischen Hauptstadt Kopenhagen (dän.:  København).
Bis 1970 gehörte sie zur Harde Smørum Herred im damaligen Københavns Amt, danach zur Værløse Kommune im verkleinerten Københavns Amt, die im Zuge der  Kommunalreform zum 1. Januar 2007 in der Furesø Kommune in der Region Hovedstaden aufgegangen ist.
Am 1. Oktober 2010 wurde der ehemalige Kirchenbezirk Hareskov Kirkedistrikt im Værløse Sogn mit der Abschaffung der dänischen Kirchenbezirke ein selbständiges Sogn Hareskov Sogn.
Im Kirchspiel leben 17.317 Einwohner, davon 13.203 in  Værløse (Stand: 1. Januar 2023).
Im Kirchspiel liegt die Kirche „Værløse Kirke“.
Nachbargemeinden sind im Norden Farum Sogn und im Süden Hareskov Sogn, ferner in der nordöstlich benachbarten Rudersdal Kommune Ny Holte Sogn, in der östlich benachbarten Lyngby-Taarbæk Kommune Virum Sogn und Sorgenfri Sogn, in der südöstlich benachbarten Gladsaxe Kommune Bagsværd Sogn, in der südlich benachbarten Ballerup Kommune Ballerup Sogn und Måløv Sogn und in der westlich benachbarten Egedal Kommune Ganløse Sogn.
Südlich des Ortes befindet sich die gleichnamige Flyvestation, ein deaktivierter Militärflugplatz.